# Carlos Páez Rodríguez
Carlos Páez Rodríguez, né le 31 octobre 1953 à Montevideo (Uruguay), est un joueur de rugby à XV, chef d'entreprise, publiciste et écrivain uruguayen.
Membre du club de rugby à XV du Old Christians Club, il est le plus jeune survivant de la tragédie de l'avion FAU 571 survenu dans la Cordillère des Andes en 1972.

## Biographie
Il est le fils du peintre Carlos Páez Vilaró et le frère de l'artiste plasticienne Agó Páez Vilaró.
Dans le film Les Survivants de Frank Marshall (1993), son rôle est interprété par l'acteur Bruce Ramsay.
Il écrit deux livres sur la tragédie des Andes : Después del día 10 (2007) et La cordillera del alma (2019).
Dans ce dernier livre, Carlos Páez raconte son expérience dans les Andes, mais il ne s'agit pas d'une chronologie détaillée des événements.
En 2023, lors de la présentation internationale du film à succès Le Cercle des neiges de Juan Antonio Bayona à la Mostra de Venise, il apparaît sur scène avec les survivants de la catastrophe du vol Fuerza Aérea Uruguaya 571 avec ses compagnons d'infortune Fernando Parrado et Roberto Canessa. Il joue un rôle dans le film, en incarnant son père.